# La scomparsa dei fatti
(Marco Travaglio, La scomparsa dei fatti)
La scomparsa dei fatti. Si prega di abolire le notizie per non disturbare le opinioni (2006) è un libro scritto da Marco Travaglio, pubblicato da il Saggiatore.
In questa opera Travaglio analizza il sistema dell'informazione in Italia: «programmaticamente svuotata di contenuti, malata di revisionismo, corrotta, mercenaria, sostanzialmente menzognera.»
Da questo libro nel 2011 è tratto lo spettacolo teatrale "Anestesia totale" sempre di Travaglio e con la partecipazione dell'attrice Isabella Ferrari.